# Coeur de Paris
Coeur de Paris è un film del 1932 diretto da Jean Benoît-Lévy e Marie Epstein.

## Trama
Un ragazzo di Parigi diventa la guida di un americano. L'americano poi soggiornerà in casa dei genitori del ragazzo e qui, conoscerà la sorella, innamorandosene perdutamente. Lei però lo rifiuta perché sposerà il venditore ambulante che ama da molto tempo.